# Делла Ровере, Франко-Мария
Франческо Мария делла Ровере (итал. Francesco Maria Della Rovere; Генуя,1695 — Генуя, 1768) — дож Генуэзской республики.

## Биография
Родился в Генуе в 1695 году. Сын Клементе делла Ровере и Марии Дориа. В молодости в основном занимался коммерческими делами своей семьи. Первое упоминание о получении государственной должности относится к 1746 году, когда он служил в магистрате войны во время австрийской оккупации Генуи. Позже он занимал пост главы магистрата щедрости, заботившегося о поставках и ценах на предметы первой необходимости. Летописцы упоминали его в числе людей, которые помогли избежать голода в Генуе и городах побережья.  
Был избран дожем 29 января 1765 года, 168-м в истории Генуи, получив 246 голосов из 444 голосов членов Большого Совета. Во время его правления  были начаты работы по реставрации Дворца Дожей, а также укреплены отношения со Святым Престолом Рима: в частности, дож способствовал избранию кардиналами генуэзцев Николо Серра и Лаццаро Паллавичини.
Его мандат завершился 29 января 1767 года, а в следующем году он скончался. Франческо не оставил детей от брака с Катариной Негроне, дочерью бывшего дожа Доменико Негроне, в результате чего генуэзская ветвь аристократической семьи делла Ровере пресеклась. 